# Кенейдіан-Лейкс (Мічиган)
Кенейдіан-Лейкс (англ. Canadian Lakes) — переписна місцевість (CDP) в США, в окрузі Мекоста штату Мічиган. Населення — 3202 особи (2020).

## Географія
Кенейдіан-Лейкс розташований за координатами 43°34′55″ пн. ш. 85°18′16″ зх. д. / 43.58194° пн. ш. 85.30444° зх. д. (43.581998, -85.304363).  За даними Бюро перепису населення США в 2010 році переписна місцевість мала площу 27,61 км², з яких 24,58 км² — суходіл та 3,03 км² — водойми.

## Демографія
Згідно з переписом 2010 року, у переписній місцевості мешкало 2756 осіб у 1289 домогосподарствах у складі 974 родин. Густота населення становила 100 осіб/км².  Було 2124 помешкання (77/км²).
Расовий склад населення:
| - 97,2 % — білих - 0,8 % — чорних або афроамериканців - 0,5 % — корінних американців - 0,4 % — азіатів - 0,1 % — вихідців з тихоокеанських островів |

До двох чи більше рас належало 1,1 %. Частка іспаномовних становила 1,2 % від усіх жителів.
За віковим діапазоном населення розподілялося таким чином: 13,9 % — особи молодші 18 років, 46,8 % — особи у віці 18—64 років, 39,3 % — особи у віці 65 років та старші. Медіана віку мешканця становила 60,5 року. На 100 осіб жіночої статі у переписній місцевості припадало 98,1 чоловіків;  на 100 жінок у віці від 18 років та старших — 97,9 чоловіків також старших 18 років.
Середній дохід на одне домашнє господарство  становив 65 391 долар США (медіана — 55 179), а середній дохід на одну сім'ю — 76 495 доларів (медіана — 67 452). Медіана доходів становила 51 477 доларів для чоловіків та 38 438 доларів для жінок. За межею бідності перебувало 5,0 % осіб, у тому числі 6,9 % дітей у віці до 18 років та 3,0 % осіб у віці 65 років та старших.
Цивільне працевлаштоване населення становило 1006 осіб. Основні галузі зайнятості: виробництво — 25,0 %, освіта, охорона здоров'я та соціальна допомога — 24,7 %, мистецтво, розваги та відпочинок — 14,6 %, науковці, спеціалісти, менеджери — 9,5 %.